# St. Andreas (Uftrungen)

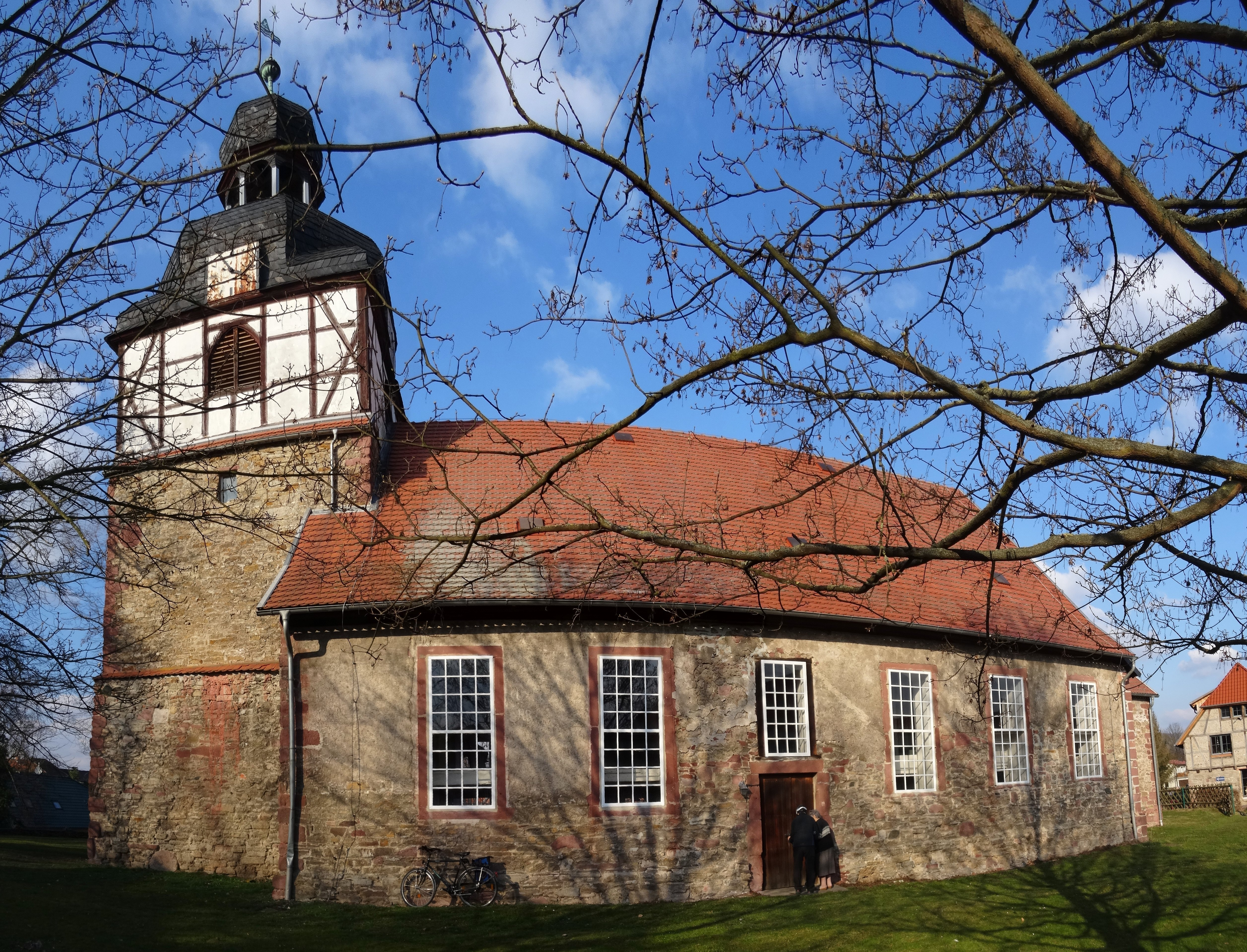
St. Andreas

Die evangelische Dorfkirche St. Andreas steht auf einem Hügel über der Hasel, einem linksseitigen Zufluss der Thyra im Ortsteil Uftrungen der Gemeinde Südharz im Landkreis Mansfeld-Südharz in Sachsen-Anhalt. Sie gehört zum Pfarrbereich Kelbra im Kirchenkreis Eisleben-Sömmerda der Evangelischen Kirche in Mitteldeutschland.

## Geschichte
In der im Mittelalter errichtete Dorfkirche haben sich aus dieser Zeit im Kirchturm noch Teile und in die Ostwand und der Chorbogen erhalten. In den Jahren 1732 bis 1734 wurde die Kirche im Stil der Zeit unter Einbeziehung der Reste der Vorgängerin erbaut. Die Zuckerhutglocke aus dem 12. Jahrhundert und eine reich verzierte Glocke von 1628 und die barocke Innenausstattung mit dem reich geschmückten Kanzelaltar sind kunsthistorisch bemerkenswert.
Die Orgel von Julius Strobel (1871) besitzt zwei Manuale und Pedal mit 20 Stimmen.

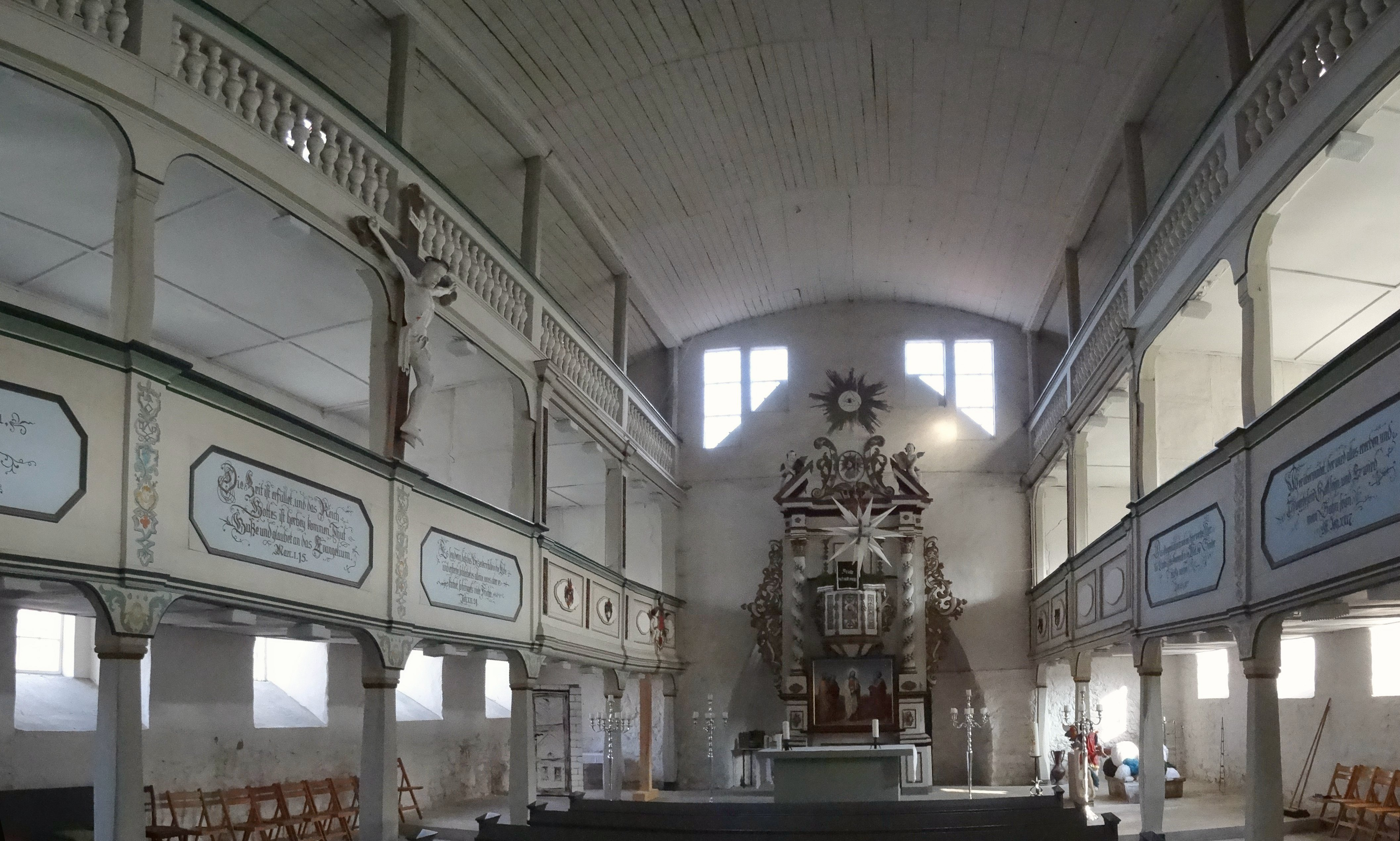
Innenraum-Panorama
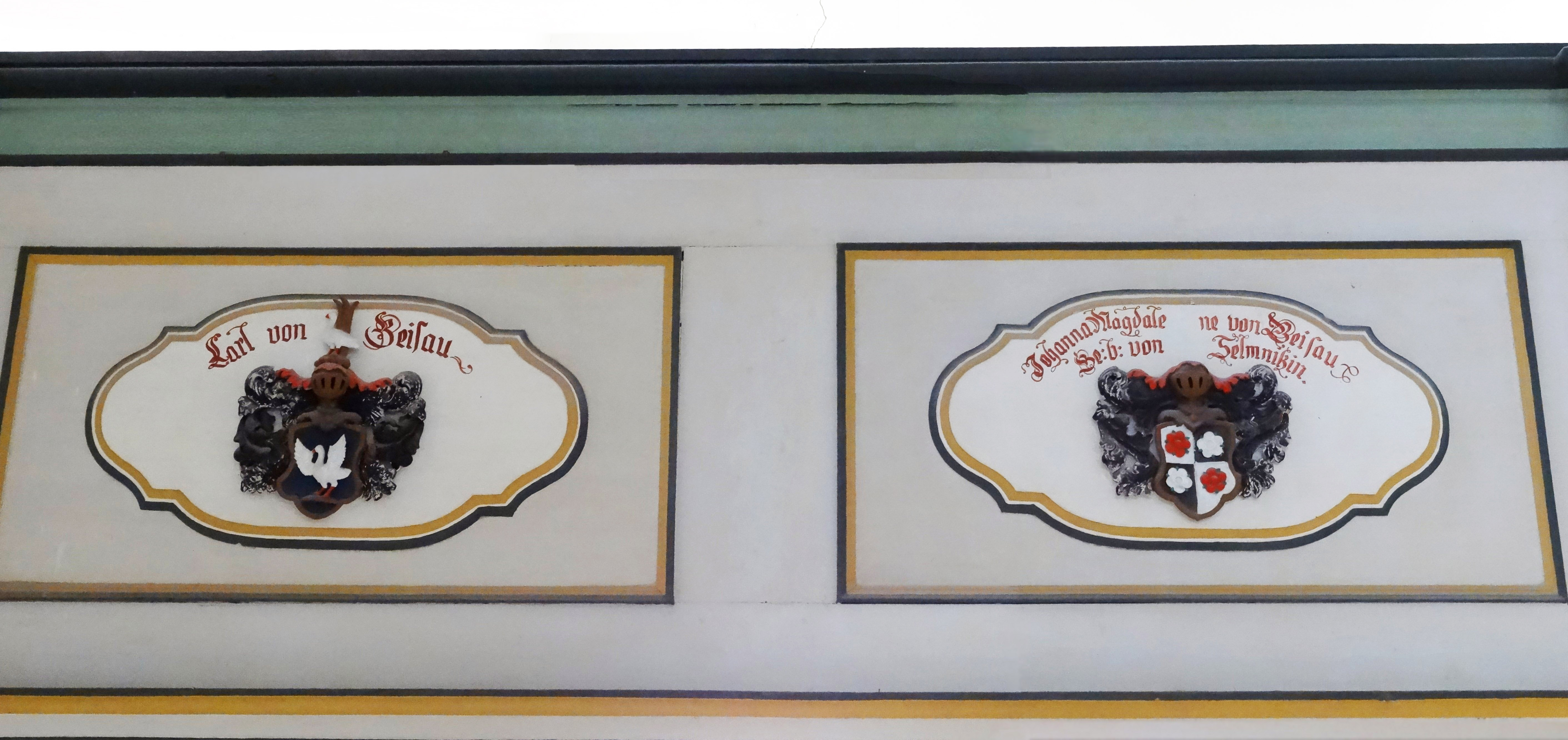
Stifter Wappentafeln Carl von Geisau aus Uftrungen
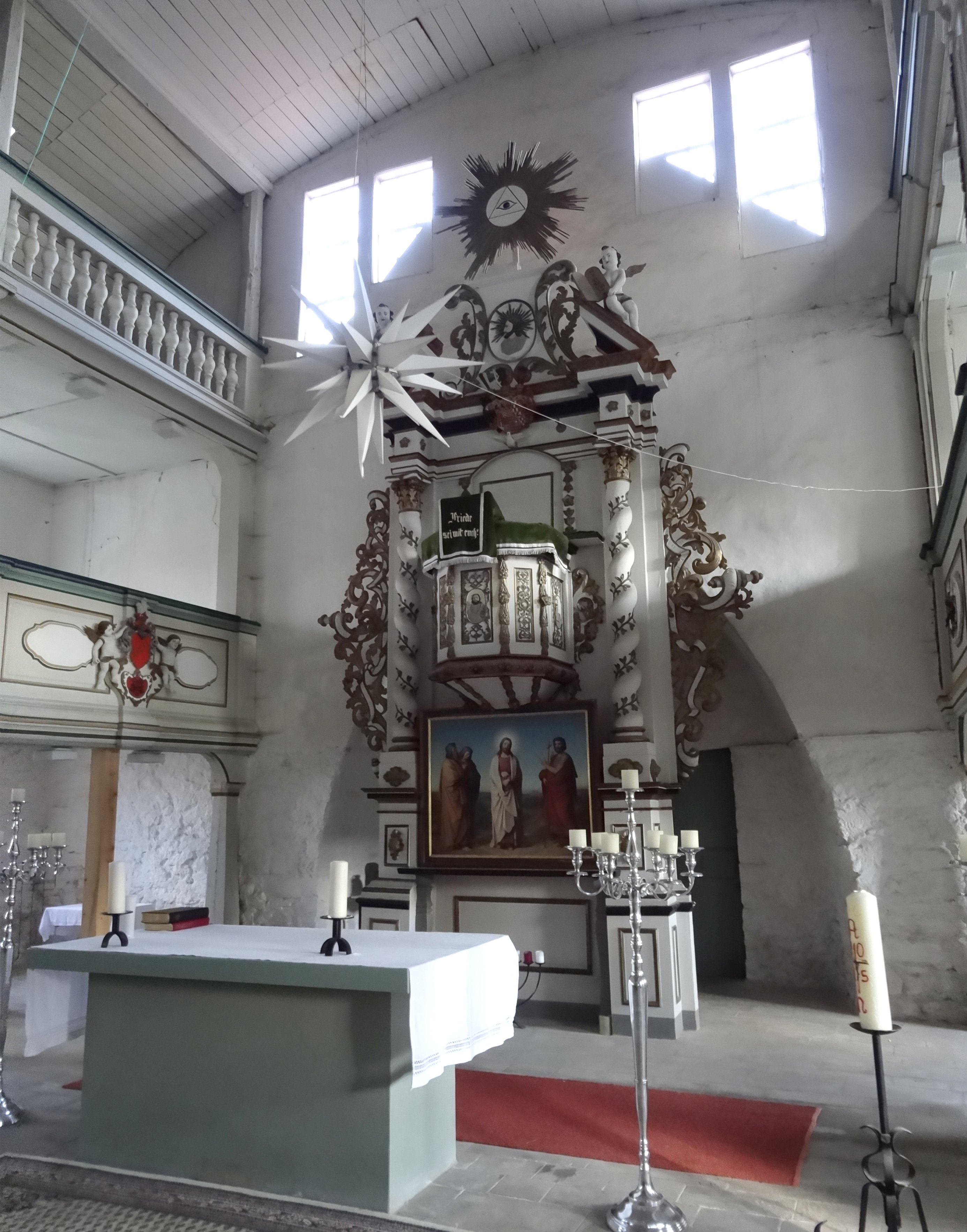
Barocker Kanzelaltar
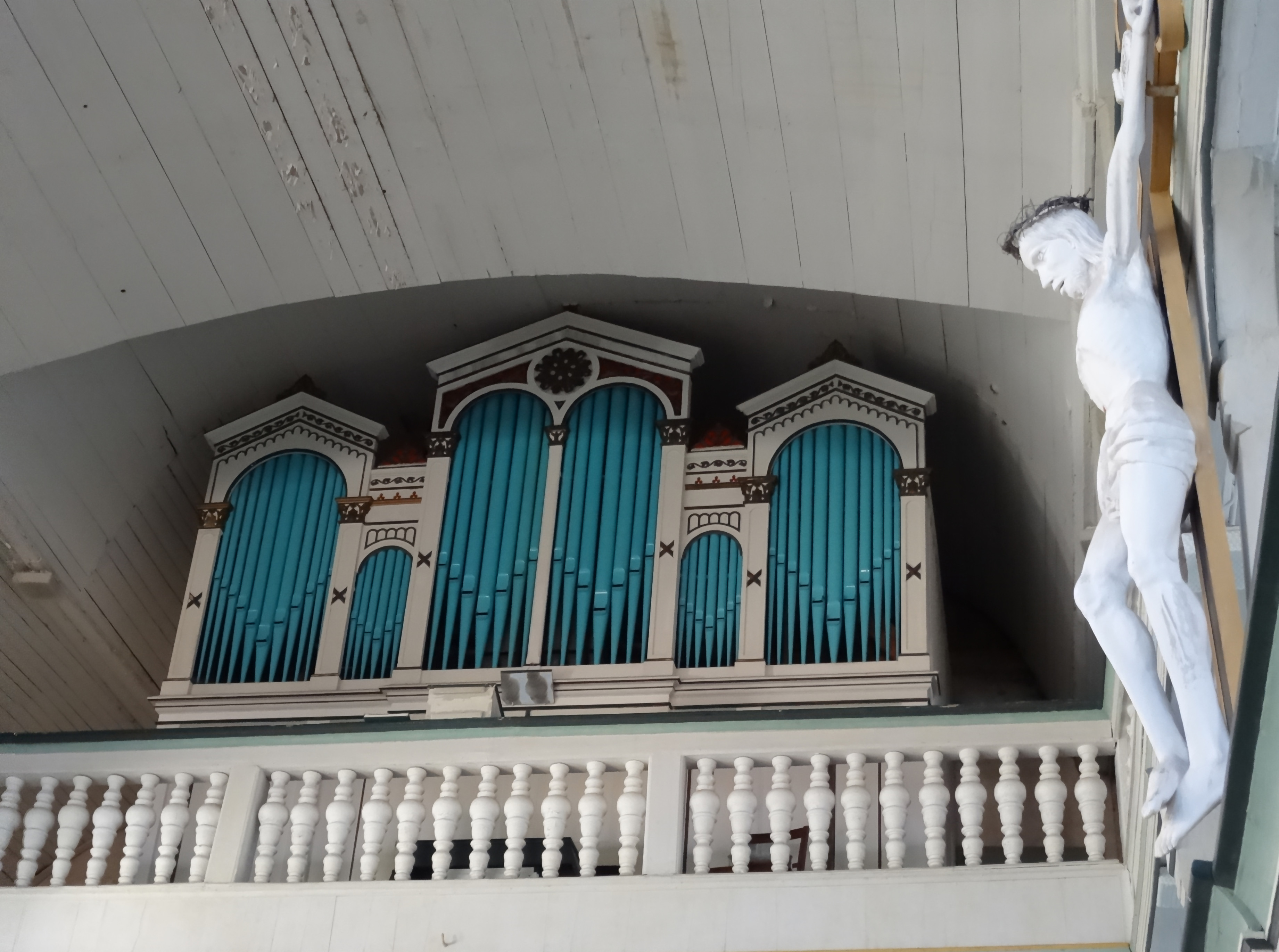
Strobel-Orgel von 1871